# Lecane pawlowskii
Lecane pawlowskii är en hjuldjursart som beskrevs av Wulfert 1966. Lecane pawlowskii ingår i släktet Lecane och familjen Lecanidae. Inga underarter finns listade i Catalogue of Life.